# 10717 Dickwalker
10717 Dickwalker este un asteroid din centura principală de asteroizi.

## Descriere
10717 Dickwalker este un asteroid din centura principală de asteroizi. A fost descoperit pe 1 decembrie 1983 la Stația Anderson Mesa de Edward L. G. Bowell. Asteroidul prezintă o orbită caracterizată de o semiaxă mare de 2,29 ua, o excentricitate de 0,17 și o înclinație de 7,6° în raport cu ecliptica.